# Beauty on the Fire
"Beauty on the Fire" foi o terceiro single tirado do álbum White Lilies Island de Natalie Imbruglia. 

## Lançamento
O compacto atingiu o #26 da parada britânica na semana de seu lançamento e o #78 na Austrália, sendo o single de menor êxito de Natalie até então. A gravadora ainda tentou um outro lançamento nas rádios, a faixa "Sunlight", mas o single acabou não sendo lançado comercialmente.
A música também atingiu o #10 do Ultratip Chart, a parada de singles da Bélgica. O CD single inclui diversos b-sides, entre eles a canção "Cold Air", incluída anteriormente na trilha do filme mexicano "Y Tu Mamá También", do diretor Alfonso Cuarón.

### Videoclipe
O videoclipe foi gravado em Maio de 2002, nas Bahamas. Em uma praia, uma multidão corre para mergulhar no mar, chegando a ruínas subaquáticas onde, dentro destas e a seco, Imbruglia canta com sua banda.

## CD Single
- Reino Unido CD 1

1. "Beauty on the Fire" (Radio Mix)
2. "Beauty on the Fire" (Junkie XL Mix)
3. "Broken Thread"

- Reino Unido CD 2

1. "Beauty on the Fire"
2. "Cold Air"
3. "Standing There"

Inclui videoclipe em CD-ROM
- Europa

1. "Beauty on the Fire" (Radio Mix)
2. "Beauty on the Fire" (Junkie XL Mix)

- Austrália

1. "Beauty on the Fire" (Radio Mix)
2. "Broken Thread"
3. "Standing There"
4. "Cold Air"

Inclui videoclipe em CD-ROM

## Paradas musicais
| Parada semanal (2002)                        | Posição |
| -------------------------------------------- | ------- |
| Austrália (ARIA Singles Chart)               | 78      |
| Bélgica (Ultratip Bubbling Under da Valônia) | 10      |
| Itália (FIMI)                                | 21      |
| Reino Unido (UK Singles Chart)               | 26      |